# Suazilandia en los Juegos Olímpicos de Múnich 1972
Suazilandia estuvo representada en los Juegos Olímpicos de Múnich 1972 por dos deportistas masculinos que compitieron en dos deportes.
El portador de la bandera en la ceremonia de apertura fue el atleta Richard Mabuza. El equipo olímpico suazi no obtuvo ninguna medalla en estos Juegos.